# Glencoe (Florida)
Glencoe is een plaats (census-designated place) in de Amerikaanse staat Florida, en valt bestuurlijk gezien onder Volusia County.

## Demografie
Bij de volkstelling in 2000 werd het aantal inwoners vastgesteld op 2485.

## Geografie
Volgens het United States Census Bureau beslaat de plaats een oppervlakte van
19,9 km², waarvan 19,8 km² land en 0,1 km² water.
Het tuindorpje wordt doorsneden door de Pioneer Trail die in westelijke richting overgaat in de 44.

## Plaatsen in de nabije omgeving
De onderstaande figuur toont nabijgelegen plaatsen in een straal van 24 km rond Glencoe.